# Académie florimontane
L’Académie florimontane, anciennement Société florimontane, est une société savante fondée en 1606-1607 à Annecy, disparue en 1610, puis réactivée en 1851.

## Histoire

### Fondation

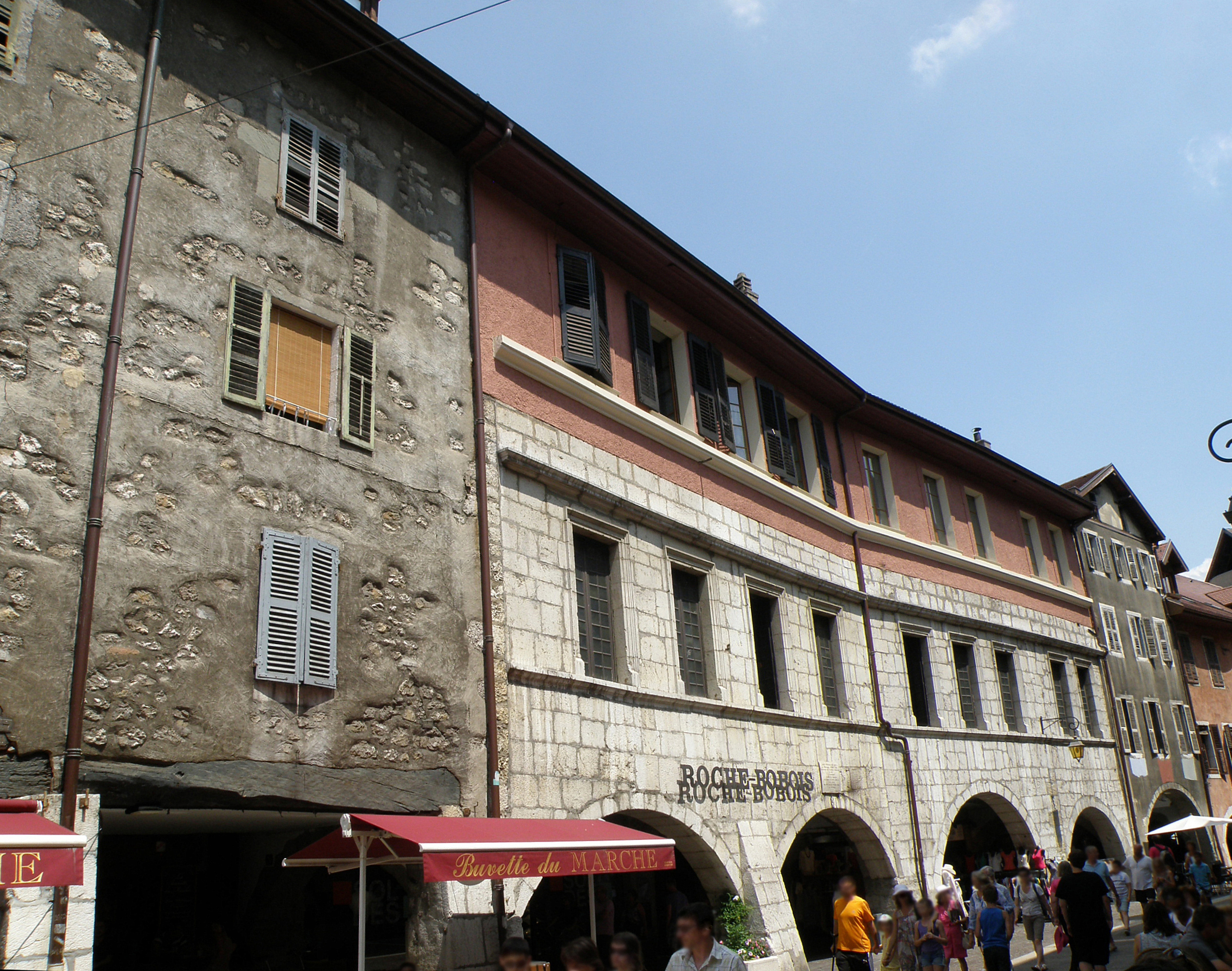
Hôtel Bagnorea (en pierre blanche), no 18 de la rue Sainte-Claire d'Annecy.

Au cours de l'hiver 1606-1607 (il a existé cependant un débat sur l'année de création), sur le modèle des académies italiennes du XVIe siècle, deux brillants Savoisiens, Antoine Favre, baron de Pérouges, président du Conseil de l'État de Genevois, et son ami intime François de Sales, prince-évêque de Genève, résidents d'Annecy, fondent l'Académie Florimontane. Cette société savante a pour objectif d’encourager toute activité théologique, philosophique, scientifique et littéraire, en rassemblant des académiciens dans l'Hôtel Bagnoréa situé rue Sainte-Claire à Annecy, résidence du président Antoine Favre, construit par Gallois de Regard.
Cette première Académie Florimontane connut, grâce à la personnalité de ses fondateurs, un rayonnement considérable. Elle est une des premières académies francophones : elle a existé 29 ans avant l'Académie française,,.
L’Académie compte 40 membres, patronnés par le duc de Genève Henri Ier de Savoie-Nemours.
Le terme florimontane est choisi, car « les muses fleurissoyent parmy les montagnes de Savoye, il fust treuvé fort à propos de l'appeller Florimontane »,.
En 1610, l’Académie ne survit pas au départ d’Antoine Favre d’Annecy vers Chambéry pour le poste de Président du Sénat de Savoie. François de Sales, trop submergé de besogne et accaparé par son activité pastorale, ne put maintenir à lui seul l'Académie Florimontane, qui tomba en sommeil et disparut de l'horizon culturel de la Savoie jusqu'au XIXe siècle.

### Réactivation

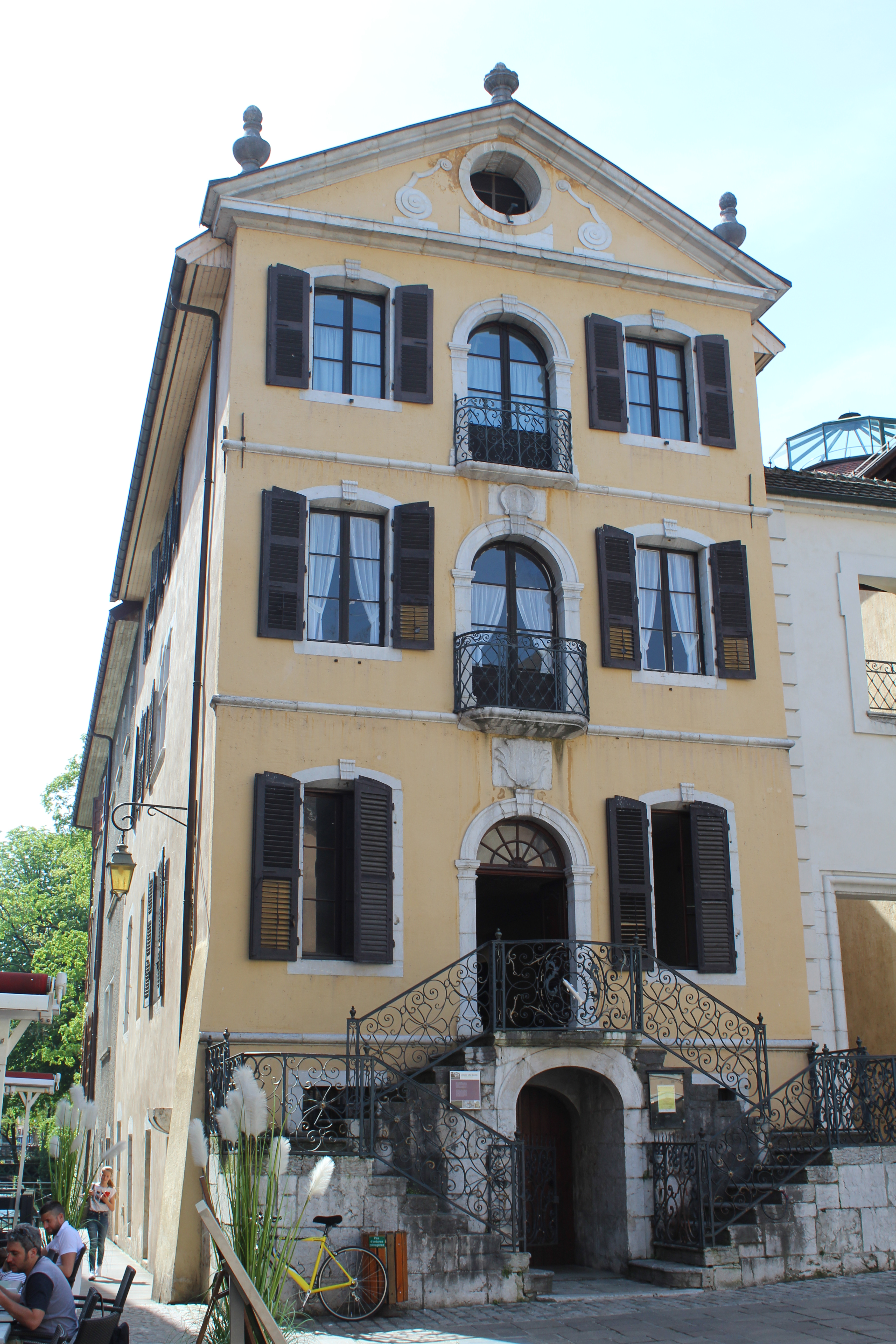
Ancien Hôtel de Ville d'Annecy où se dérouleront les premières séances de l'Association.

En janvier 1851, un groupe de notabilités savoyardes — Jules Philippe (1827-1888), l'érudit Éloi Serand (1826-1891), le docteur Louis Bouvier (1819-1908) et Étienne Machard (1824-1887) — créent une Association florimontane,, permettant de réactiver l'ancienne académie. Ils se réunissent dans le magasin d'Éloi Serand, situé rue Filaterie, à Annecy.
L'association définit ainsi son action : « rechercher et mettre en lumière toutes les ressources vives du pays, mettre à la portée de toutes les intelligences, les idées justes, raisonnables, utiles et pratiques, provoquer toutes les améliorations possibles dans le domaine de l'économie, de l'hygiène, de la salubrité publique, ouvrir des cours pour l'instruction du peuple et réunir toutes les bonnes volontés pour mieux faire connaître l'histoire de Savoie ». La toute première séance a lieu le 7 juillet 1851. La séance et les suivantes se déroulent dans l'ancien hôtel de ville d'Annecy, avant d'être transférées dans le nouvel hôtel de ville ou encore dans des salles de la Chambre de Commerce ou du Syndicat d'initiative de la ville.
Elle se dote de statuts en 1893. Elle est reconnue comme « établissement d'utilité publique » par décret, le 17 décembre 1896,.
En 1911, l'Association florimontane modifie en partie ses statuts et devient l'Académie florimontane. Deux ans plus tard, le nombre de ses adhérents est fixé à 60 membres effectifs, 80 membres associés et 25 correspondants.
En 1916, à la suite du legs de Léon Marès (1854-1916) , elle devient la propriétaire du château de Montrottier.
L'académie est membre de la Conférence nationale des académies des sciences, lettres et arts.
Elle compte en 2007 environ 350 membres dont un cinquième d'actifs.

## Publication
La société publie dans un premier temps un bulletin à partir de 1851 (152 tomes), devenu la Revue savoisienne en 1859. Cette publication est un mensuel dans laquelle on trouve de nombreux éléments liés à l'histoire de l'Académie florimontane et des articles consacrés à l'histoire régionale. La majeure partie des numéros est entrée dans le domaine public et est disponible sur Gallica.
L'Académie florimontane a soutenu dès 1949 les recherches de Joseph Serand sur l'histoire de l'Académie florimontane et celle de son château de Montrottier. Elle les encourage à nouveau depuis 2007 et les soutient avec les travaux de Julien Coppier sur Léon Marès et Montrottier parus dans la Revue savoisienne. Bernard Premat est également l'auteur d'un riche numéro des mémoires et documents de l'Académie sur son histoire aux XIXe et XXe siècles.

## Devise et emblème
Sous le patronage du duc de Nemours, l'Académie prend l'oranger et ses fruits pour emblème et adopte pour sa devise la maxime suivante : Flores fructusque perennes (Toute l'année des fleurs et des fruits), car « l’oranger était l’arbre admiré par François de Sales, parce qu’il est chargé de fleurs et de fruits presque en toute saison » Ces symboles seront repris lors de la fondation de l'Académie des sciences, belles-lettres et arts de Savoie, fondée en 1820,.

## Membres de l'Académie

### Membres de la première Académie florimontane

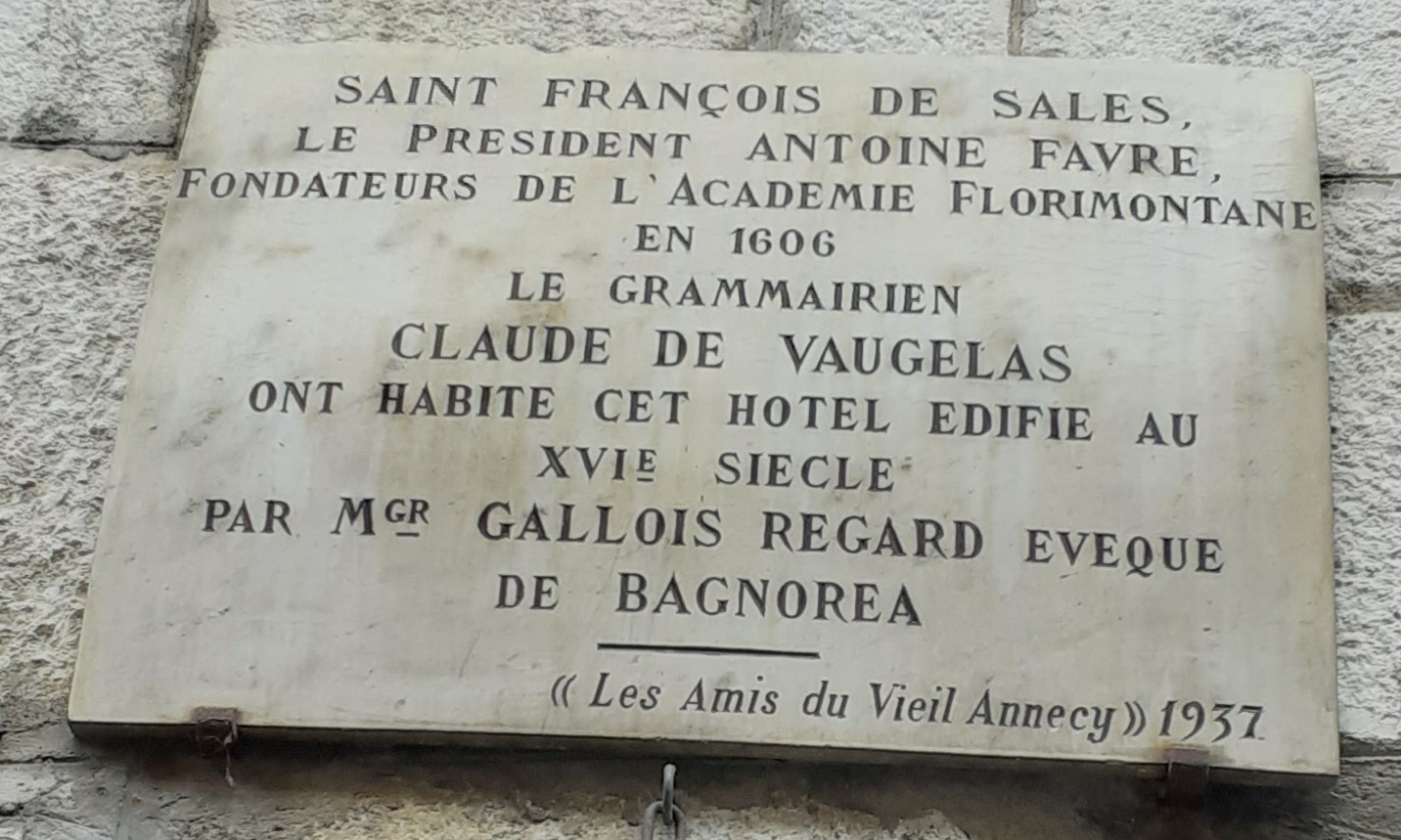
Plaque posée en 1937 sur le bâtiment de l'Académie

François de Sales (1567-1622) et le président Antoine Favre (1557-1624) sont les deux membres fondateurs de l'Académie. Ils sont secondés par le duc Henri Ier de Savoie-Nemours (1572-1632), le diplomate Louis de Sales (1577-1654), frère de François, Amédée III de Chevron-Villette, le poète et théologien Claude-Étienne Nouvellet (1545-1613) et l'avocat Claude de Quoëx.
D'autres personnalités semblent avoir participé à l'Académie de manière plus ou moins probable : Claude-Louis Machet (après 1561-1610) ; le juriste René Favre de la Valbonne (1583-1656), fils du Président Favre ; le jurisconsulte Gaspard Schiffordegher (1583-1631) ; Alphonse Ier d'Elbène ou del Bene (1538-1608), abbé d'Hautecombe ou encore l'évêque de Montpellier Pierre Fenouillet (1580-1652). Auxquels sont parfois ajoutés, sans fortes probabilités : l'abbé Jean De Age ou Déage (....-1610) ; Claude Favre de Vaugelas (1585-1650), autre fils du Président Favre ; l'écrivain Honoré d'Urfé (1568-1525) ; le théologien Jean-Pierre Camus (1584-1652) ou encore Pierre Baranzano (1590-1622), professeur de physique et d’hébreu au collège chappuisien.

### Membres de la seconde Académie florimontane
L'Académie est composée en 2014 de 350 membres. Ils sont répartis en 60 membres effectifs, 60 membres associés, un nombre indéterminé de membres correspondants et quelques membres d'honneur.

#### Présidents de l'Académie
| Présidence  | Nom                                | Éléments biographiques | Élu                   | Illustration |
| ----------- | ---------------------------------- | --- | --------------------- | ------------ |
| 2016 —      | Jean-Henri Viallet                 | Directeur-adjoint de la CAF d'Annecy | Élu en ....           |              |
| 2006 — 2016 | Bernard Demotz (1937-)             | Historien | Élu en ....           |              |
| 1984 — 2006 | Paul Guichonnet (1920-2018)        | Géographe et historien | Élu en ....           |              |
| 1961 — 1984 | Clément Gardet (1910-1997)         | Historien, auteur, éditeur/imprimeur | Élu en 1942           |              |
| 1955 — 1961 | Jean d'Orlyé                       | Archiviste, ancien maire de Menthon St-Bernard. | Élu le 7 février 1906 |              |
| 1936 — 1955 | François-Maurice Ritz              | Agent général de la Caisse d'épargne d'Annecy. Maire d'Annecy entre 1953 et 1954. | Élu en 1922           |              |
| 1931 — 1935 | Louis Aussedat (1877-1935)         | Industriel annécien. Ingénieur des Arts et Manufactures, directeur général. Directeur Général des Forces du Fier. Président de la Papeterie Aussedat de 1928 à 1935. C'est lui qui fait procéder à l’aménagement du château de Montrottier avec le concours de Joseph Serand | Élu en 1903           |              |
| 1913 — 1931 | François Miquet                    | Receveur honoraire des finances | Élu en 1885           |              |
| 1911 — 1912 | Marius Guerby                      | | Élu en ....           |              |
| 1908 — 1911 | Charles Buttin (1856-1931)         | Notaire | Élu en 1896           |              |
| 1906 — 1908 | Charles Marteaux (1861-1956)       | Agrégé de l'Université, professeur au Lycée Berthollet | Élu en 1891           |              |
| 1862 — 1906 | Camille Dunant (1819-1909)         | | Élu en ....           |              |
| 1854 — 1862 | Jacques Replat (1807-1866)         | | Élu en ....           |              |
| 1851 — 1854 | Albert-Eugène Lachenal (1796-1883) | Docteur. Syndic d'Annecy | Élu en ....           |              |

#### Personnalités de l'Académie
- le baron et docteur Charles-Humbert-Antoine Despine (1777-1852)[11].
- Alphonse-Louis-Joseph Despine (1818-1872), avocat et professeur de droit à Annecy, auteur de plusieurs travaux d'histoire et de littérature régionales[30], membre de la Société des antiquaires de France.
- Camille Dunant (1819-1909).
- Venance Payot (1826-1902), guide, collectionneur, érudit, éditeur, naturaliste à Chamonix.
- Aimé Constantin (1832-1900), érudit, philologue, écrivain ; ses travaux sont à l'origine du premier dictionnaire du patois savoyard.
- Jean-François Gonthier (1847-1913), prêtre du diocèse d'Annecy et historien de la Savoie, président d'honneur de l'Académie salésienne[31].
- Léon Marès (1854-1916), collectionneur.
- Louis Balleydier (1856-1927), professeur de droit, Doyen de la Faculté de droit de Grenoble, beau-père de Louis Aussedat.
- Charles Buttin (1856-1933), érudit collectionneur, auteur de 140 travaux pour 286 publications, principalement sur les armes anciennes[32], notamment le Catalogue de la Collection d'armes anciennes, européennes et orientales (1933)[33].
- Aimé Vaschy (1857-1899), ingénieur des télégraphes et mathématicien.
- Charles Vuachet (1881-1973), professeur d'Histoire Naturelle au Lycée d'Annecy.
- René Payot (1894-1970), journaliste suisse.
- Georges Chapier (1906-1975), historien de la Savoie, membre de l'Académie florimontane en 1973, correspondant de l'Académie de philatélie et président d'honneur du cercle lyonnais d'études philatéliques et narcophiles (en 1974)[34].